# 尼達施陶湖

50°28′42″N 9°5′49″E / 50.47833°N 9.09694°E
尼達施陶湖（德語：Niddastausee），是德國的水庫，位於該國中部，由黑森州負責管轄，處於福格爾斯山縣西側，面積0.63平方公里，海拔高度234米，水體容量663萬立方米。